# جامعة خاركوف الوطنية للبناء والعمارة
جامعة خاركوف الوطنية للبناء والعمارة مؤسسة تعليم عالي أوكرانية، (بالأوكرانية: Харківський національний університет будівництва та архітектури) هي جامعة تقع في خاركيف أوبلاست، أوكرانيا. تأسست هذه الجامعة في سنة 1930